# Preghiera per Černobyl'
(Svjatlana Aleksievič.)
Preghiera per Černobyl' (in russo: Чернобыльская молитва; traslitterato: Černobyl'skaja molitva) è un libro della giornalista e scrittrice bielorussa Svjatlana Aleksievič; pubblicato in Russia nel 1997, è stato tradotto in inglese, italiano e tedesco. Tratta del disastro di Černobyl' (1986).

## Trama
Preghiera per Černobyl è un testo che racconta le verità conosciute ai popoli dell'ex Unione Sovietica: verità parziali, manipolate, contaminate dalle superstizioni, dalle dicerie, ma anche dalla bugie del Partito, determinato a evitare di diffondere il panico e portato a nascondere la verità da sempre.

## Media
Il libro ha ispirato e ha dato le basi per la sceneggiatura della miniserie del 2019 di HBO e SKY Chernobyl.

## Edizioni in italiano
- Svetlana Aleksandrovna Aleksievič, Preghiera per Černobyl: cronaca del futuro, traduzione dal russo di Sergio Rapetti, E/O, Roma 2002
- Svetlana Aleksandrovna Aleksievič, Preghiera per Cernobyl, lettrice: Annunciata Olivieri, Centro internazionale del libro parlato, Feltre 2015
- Svetlana Aleksandrovna Aleksievič, Opere. Tornare al cuore dell'uomo: Preghiera per Černobyl', Tempo di seconda mano, a cura di Sergio Rapetti; traduzioni di Nadia Cicognini e Sergio Rapetti, Bompiani, Milano 2022